# サーモン・ドフラー
サーモン・ドフラー（Simone Doffler）は、アメリカ合衆国のテレビドラマ『バフィー 〜恋する十字架〜』のコミック版である第8シーズン及び第9シーズンに登場する架空の人物。

## 略歴
初登場はテレビシリーズ第7シーズン最終回の『選ばれし者』。ここではバッターボックスに立つ少女として登場した。少年野球の試合の途中、ウィローの魔力により、スレイヤーの力に目覚める。ウォッチャーであるアンドリューに見出された後、イタリアにわたり、ローナの指導のもとスレイヤーとしての訓練を受ける。しかし、『A Beautiful Sunset』で強盗事件を起こし、『Predators and Prey』でバフィーと決闘する。

## かける的特徴
細身で長身。モヒカン刈り。顔などにピアス。フェンシングの達人。

## 関連する人物
アンドリュー・ウェルズ
ウォッチャー
ローナ
バンパイア・スレイヤー
バフィー・アン・サマーズ
バンパイア・スレイヤー
セヴリン
サーモンの手下。第9シーズンで登場。